# Евип
Евип (или Еуип) је у грчкој митологији било име више личности.

## Етимологија
Ово име има значење „леп пастув“.

## Митологија
- Према Паусанији, био је син Мегареја и Ифиноје. Убио га је китеронски лав.[2] Зато је његов отац обећао руку своје кћерке Евехме ономе ко освети Евипову смрт. То је учинио Алкатој.[1]
- Према Аполодору[3], Тестијев (и Еуритемидин[4]) син кога је убио Мелеагар када су се спорили око коже Калидонског вепра,[5] у чијем је лову учествовао, као и његова браћа, Тестијади.[6]
- У Хомеровој „Илијади“, ратник из Ликије кога је убио Патрокло.[7][8]